# Marek Matějovský
Marek Matějovský (Brandýs nad Labem, 20 december 1981) is een Tsjechisch voetballer die sinds 2010 voor AC Sparta Praag uitkomt.
Matějovský speelde als middenvelder sinds 2007 6 keer voor Tsjechië en maakte daarbij 1 doelpunt. Hij maakte deel uit van de selectie voor Euro 2008. Hij maakte zijn debuut op 7 februari 2007 tegen België.
1 Čech ·
2 Grygera ·
3 Polák ·
4 Galásek ·
5 Kováč ·
6 Jankulovski ·
7 Sionko ·
8 Fenin ·
9 Koller ·
10 Svěrkoš ·
11 Vlček ·
12 Pospěch ·
13 Kadlec ·
14 Jarolím ·
15 Baroš ·
16 Blažek ·
17 Matějovský ·
18 Sivok ·
19 Skácel ·
20 Plašil ·
21 Ujfaluši  ·
22 Rozehnal ·
23 Zitka ·
Coach: Brückner